# Harald Berkowitz
Harald Berkowitz (* 10. Januar 1896 in Königsberg; † 26. Oktober 1952 in Srinagar/Kaschmir) war ein deutscher Arzt.

## Biographie
Harald Berkowitz war Sohn des jüdischen Kaufmanns David Berkowitz und der Ernestine. Er hatte zwei Brüder, Horst (* 1901, † nach 1941, nach Deportation in das Ghetto Riga) und Horst Egon Berkowitz.
Die Familie zog 1902 nach Hannover. Dort besuchte Harald Berkowitz die Leibnizschule und legte im Kriegsjahr 1914 sein Abitur ab. Nachdem er anfänglich in Freiburg, Göttingen und Kiel Medizin studierte, leistete er im Ersten Weltkrieg Kriegsdienst. 1920 wurde er promoviert und ließ sich als Arzt in Hannover nieder.
In Hannover wurde Harald Berkowitz als „Armenarzt“ bekannt. Er trat als sozial engagierter Mediziner der SPD bei, hielt Vorträge über die Gesundheits- und Wohlfahrtspflege.
Nach der Machtergreifung der Nationalsozialisten wurde dem jüdischen Mediziner 1933 zunächst die Kassenzulassung entzogen, 1938 Berufsverbot erteilt. Nach der Reichspogromnacht und wenige Monate vor dem Beginn des Zweiten Weltkriegs emigrierte Berkowitz nach England.
Nach 1945 machte sich Harald Berkowitz in Indien um die Bekämpfung einer „indischen Augenkrankheit“ verdient. Er starb in Srinagar 1952 nach einem Röntgenunfall.

## Ehrungen
- Der 1970 angelegte Berkowitzweg in Groß-Buchholz ehrt den Mediziner mit seiner Namensgebung.[4]